# 威爾遜岬國家公園
威尔逊岬角国家公园（英語：Wilsons Promontory National Park），俗称威尔逊岬角（Wilsons Prom）或岬角（The Prom），是澳大利亚维多利亚州吉普斯兰的一个国家公园，位于墨尔本东南约157公里。成立於1898年7月，面積505平方公里。